# Dominikia confossa
Dominikia confossa är en skalbaggsart som först beskrevs av Leon Fairmaire 1880.  Dominikia confossa ingår i släktet Dominikia och familjen kapuschongbaggar. Inga underarter finns listade i Catalogue of Life.